# A Show of Hands (Victor Wooten)
A Show of Hands fue el primer disco de Victor Wooten como solista, lanzado en 1996. Las canciones de este disco están hechas solo por Victor Wooten tocando el bajo eléctrico y acompañado por voces y coros.

## Lista de canciones
1. "U Can't Hold No Groove..." – 4:08
2. "More Love" – 3:28
3. "Lotta Stuffis?" – 0:12
4. "The Vision" – 5:35
5. "Overjoyed" – 2:56
6. "Live for Peace" – 0:05
7. "A Show of Hands" – 5:27
8. "Not Like the Other" – 0:41
9. "Justice" – 4:01
10. "Medley" – 4:30
11. "Radio W-OO-10" – 0:27
12. "Classical Thump" – 4:38
13. "Keep Chargin'" – 0:25
14. "Me & My Bass Guitar" – 5:14
15. "Words of Wisdom" – 3:09

## Grupo
- Victor Wooten - bajo, coros, voz
- JD Blair - coros
- Cortney and Brittany Knight - coros, voces
- Michael Saleem - coros
- Mark "Zeke" Sellers - coros
- Roy Wooten - coros
- Joseph Wooten- coros, voz
- Michael Kott - coros, voz
- Elijah "Pete" Wooten - voz
- Park Law - coros
- Kurt Story - coros
- Martin Luther King, Jr. - Grabaciones anteriormente grabadas de un discurso
- Malcolm X - Grabaciones anteriormente grabadas de un discurso
- Aashid - voz
- Dorothy G. Wooten - voz

- Datos: Q1757965